# Aufgeklärt – Spektakuläre Kriminalfälle
Aufgeklärt – Spektakuläre Kriminalfälle ist eine deutsche Fernsehreihe.
In der Reihe rollen die Psychologin Katinka Keckeis und der ehemalige Profiler Axel Petermann ehemalige deutsche Kriminalfälle erneut auf. In 10 Fällen erzählt Petra Rick die Fälle.
| Folge | Titel                                                  | Erstausstrahlung   |
| ----- | ------------------------------------------------------ | ------------------ |
| 1     | Wenn Frauen töten: Marianne Bachmeier                  | 22. Dezember 2017  |
| 2     | Die Lust am Töten: Jürgen Bartsch                      | 22. Dezember 2017  |
| 3     | Mord ohne Gewissen: Der St. Pauli-Killer               | 15. Juni 2018      |
| 4     | Motiv Habgier: Der Hammer-Mörder                       | 15. Juni 2018      |
| 5     | Leben mit der Schuld – Der Fall Lolita Brieger         | 23. Februar 2019   |
| 6     | Motiv Eifersucht? Der Fall Ingrid van Bergen           | 17. August 2019    |
| 7     | Falsche Fährten: Der Fall Walter Sedlmayr              | 28. Dezember 2019  |
| 8     | Eltern unter Verdacht: Die Akte Monika Weimar          | 25. April 2020     |
| 9     | Die Morde von Lebach (Soldatenmord von Lebach)         | 25. April 2020     |
| 10    | Spurlos verschwunden: Der Fall Sigrid Paulus           | 10. Oktober 2020   |
| 11    | Der Fall Reemtsma                                      | 2. Januar 2021     |
| 12    | Fatale Liebe – Der Fall Britta B.                      | 20. Februar 2021   |
| 13    | Der Maskenmann                                         | 16. Mai 2021       |
| 14    | Der Klinik-Killer                                      | 4. November 2021   |
| 15    | Der Fall Kalinka Bamberski                             | 4. November 2021   |
| 16    | Der LKW-Mörder                                         | 1. Oktober 2022    |
| 17    | Mysteriöser Doppelmord: Die Toten im Teppich           | 27. Mai 2023       |
| 18    | Vermisst! Der Fall Mareike                             | 10. September 2023 |
| 19    | Mord in der Millionärs-Villa (Elternmord von Morschen) | 27. Oktober 2023   |
| 20    | Tod eines Finanzbeamten                                | 29. Januar 2024    |
| 21    | Das Phantom von Friesland                              | 29. August 2024    |
| 22    | Der tote Italiener                                     | 22. September 2024 |
| 23    | Tod einer Pfarrersfrau (Klaus Geyer)                   | 2. März 2025       |
| 24    | Das vermisste Mädchen                                  | 8. März 2025       |